# Orgasm Gap
Als Orgasm Gap (Orgasmus-Lücke) oder Gender Orgasm Gap (Geschlechter-Orgasmus-Lücke) wird ein Geschlechterunterschied in der Orgasmus-Häufigkeit beim heterosexuellen Sex bezeichnet. Hierbei kommen Frauen deutlich weniger häufig zum Orgasmus als Männer. Zur Erklärung dieser Diskrepanz existieren sowohl biologisch als auch psychosozial orientierte Ansätze, wobei mittlerweile angenommen wird, dass Letztere eine größere Rolle spielen. Grund für dem Orgasm Gap ist demnach, dass gesellschaftliche Vorstellungen von Sex vor allem an vaginaler Penetration und männlichem Lustgewinn orientiert sind, wobei der weibliche Orgasmus als im Zweifel verzichtbar eingeschätzt wird.

## Systematiken
Frauen kommen laut Studien beim Masturbieren und beim gleichgeschlechtlichen, z. B. lesbischen oder bisexuellen Sex deutlich öfter zum Orgasmus als beim Heterosex. Laut einem Forschungsüberblick von 2022 zeigt sich in Umfragen, dass typischerweise 30 % bis 60 % der Frauen berichten, beim Heterosex zum Orgasmus zu kommen, im Unterschied zu 70 % bis 100 % der Männer. Je nach Rahmenbedingungen schwankt die Größe der Orgasmus-Lücke. Das repräsentative gewichtete Mittel ist −30 % zu Ungunsten der Frauen. Der Forschungsüberblick untersuchte dafür 36 wissenschaftliche Arbeiten mit Angaben von insgesamt rund 50.000 Frauen und 48.000 Männern. Um den internationalen Forschungsstand abzubilden, wurde nach englischsprachigen Quellen gesucht; dennoch sei vorwiegend die westliche Welt repräsentiert.
Innerhalb des Heterosex identifiziert der Forschungsüberblick vier Korrelationen:
1. Mit zunehmender sexueller Erfahrung verringert sich die Orgasmus-Lücke. Die größte Orgasmus-Lücke wurde beim biografisch ersten Heterosex festgestellt.
2. Frauen erleben eher mit festen als mit unverbindlichen Partnern Orgasmen. Dies wird vor allem darauf zurückgeführt, dass sich Männer in einer festen Beziehung tendenziell mehr um den Orgasmus ihrer Partnerinnen bemühen.
3. Der Vaginalverkehr ist bei Frauen mit der geringsten Orgasmus-Häufigkeit verbunden. Manuelle und orale Stimulation von Vulva und Klitoris, aber auch Küsse und enger Körperkontakt erhöhen die Orgasmus-Häufigkeit bei Frauen.
4. Im Zuge fortschreitender sexueller Liberalisierung und sexueller Bildung wird ein Schließen der Orgasmus-Lücke vermutet.

Eine Studie aus dem Jahr 2025, die die Orgasmus-Häufigkeit bei heterosexuellen Personen aus Nordamerika analysierte, kam zu dem Ergebnis, dass der Orgasm Gap in verschiedenen ethnischen Gruppen jeweils unterschiedlich groß ausfällt. Den größten Orgasm Gap wiesen demnach weiße Menschen und Personen mit asiatischer Abstammung auf. Bei Schwarzen und Hispanics war der Gap zwar weiterhin vorhanden, aber geringer ausgeprägt. Dies lag daran, dass schwarze Männer im Schnitt weniger Orgasmen hatten als Männer anderer ethnischer Gruppen, während hispanische Frauen im Vergleich die meisten Orgasmen hatten.

## Hintergründe
Laut dem Forschungsüberblick wird die Orgasmus-Lücke beim Heterosex heute seltener rein biologisch erklärt, das heißt einer vermeintlich unveränderlichen weiblichen und männlichen Natur zugeschrieben, sondern stattdessen primär auf psychosoziale Faktoren zurückgeführt. Vor allem asymmetrische private und gesellschaftliche Geschlechterverhältnisse beeinflussen die Entfaltung des biologisch angelegten Orgasmus-Potenzials von Frauen.

### Biologische Hintergründe
Es gibt im Wesentlichen zwei konkurrierende evolutionstheoretische Erklärungsansätze des weiblichen Orgasmus:
Nach der Nebenprodukt-Theorie habe sich die Klitoris der Frau ebenso wie die Brustwarzen des Mannes als Nebenprodukt des jeweils funktionalen Pendants beim anderen Geschlecht ergeben. Da sie dem weiblichen Orgasmus keine Fortpflanzungsfunktion zuschreibt, sieht die Nebenprodukt-Theorie die direkte Stimulation der äußeren Klitoris als die naheliegendste Form der Auslösung des weiblichen Orgasmus. Das Potenzial könne mit Übung und optimaler klitoraler Stimulation immer besser ausgeschöpft werden, sodass sich Orgasmus-Lücken schließen.
Nach der Anpassungs-Theorie hat der weibliche Orgasmus einen nicht notwendigen aber förderlichen Beitrag zur Fortpflanzung. Es wird unter anderem vermutet, dass der weibliche Orgasmus die Wahrscheinlichkeit der Befruchtung steigern kann, dass Orgasmen es belohnen, wenn die Frau sich einen genetisch passenden Partner gesucht hat und/oder dass Orgasmen eine stabile Paarbindung begünstigen. Da die Anpassungs-These den weiblichen Orgasmus funktional für Fortpflanzung sieht, prognostiziert sie eine größere Orgasmus-Häufigkeit beim Vaginalverkehr als die Nebenprodukt-Theorie.

### Psychosoziale Hintergründe
Nach psychosozialen Erklärungsansätzen erschweren vor allem geschlechterhierarchische Einstellungen und Verhaltensweisen die Realisierung weiblicher Orgasmen auf der Basis der biologischen Orgasmus-Fähigkeit. Geschlechterstereotype Vorstellungen, nach denen Frauen angeblich ohnehin nur schwer kommen „können“ und der Orgasmus für sie auch „gar nicht so wichtig ist“, während der Mann seinen Orgasmus „braucht“ und dementsprechend geradezu „ein Anrecht“ auf ihn hat, erzeugen und begründen demnach ein patriarchales heterosexuelles Skript, d. h. ein kulturell geteiltes Drehbuch für den typischen Ablauf der sexuellen Interaktion. Laut einer empirischen Studie aus dem Jahr 2013 geben Frauen beim Heterosex z. B. signifikant häufiger Oralsex als sie ihn empfangen und der Sex gilt im Allgemeinen als beendet, nachdem der Mann einen Orgasmus hatte. Indem man sexuelles Vergnügen und Orgasmen von Frauen für nebensächlich oder schwer erreichbar erklärt, werden sie es gemäß psycho-sozialer Erklärung faktisch dann auch. Diese Annahmen stehen im Einklang mit empirischen Studien, die zeigen, dass die Orgasmus-Häufigkeit von Frauen beim Solosex und beim Sex mit anderen Frauen deutlich höher ist. In der Feststellung, dass eine heterosexuelle Interaktion, in deren Mittelpunkt die vaginale Penetration steht, den Orgasmus des Mannes begünstigt und den Orgasmus der Frau verhindert oder erschwert (somit also eine Orgasmus-Lücke erzeugt), sind sich die feministische Position der zweiten Frauenbewegung, aktuelle psycho-soziale empirische Studien, sowie die biologische Nebenprodukt-Theorie des weiblichen Orgasmus einig.
Die Erklärung durch patriarchale (d. h. die Interessen des Mannes bevorzugende) sexuelle Skripte bedeutet gemäß sexueller Skripttheorie nicht, unbedingt absichtliche Benachteiligung von Frauen zu unterstellen. Vielmehr geht es häufig um eingeschliffene und unhinterfragte Erwartungen und Abläufe, an denen Frauen und Männer gemeinsam partizipieren.

## Geschichte
Im Zuge der Sexuellen Revolution und der zweiten Welle der Frauenbewegung in den 1950er- und 1960er-Jahren wurde in feministischen Kreisen bereits die Kritik an einem zu einseitig an männlichen Interessen orientierten und auf vaginale Penetration fixierten Skript von Heterosex vorgebracht. In den 1960er- und 1970er-Jahren begann vor dem Hintergrund soziologischer Theorien und Befunde der sogenannte „Kampf um Orgasmus-Gerechtigkeit“.

## Orgasmus-Gerechtigkeit
Die zeitgenössischen akademischen und öffentlichen Debatten um den Gender Orgasm Gap wurden unter anderem von der Psychologieprofessorin Laurie Mintz angestoßen. Sie argumentiert, dass insofern die Bedingungen so gestaltet werden, dass Frauen systematisch weniger sexuelles Vergnügen und Orgasmen erleben als Männer, eine Situation der Ungerechtigkeit festgestellt werden kann. Es sei im Sinne der Geschlechtergleichberechtigung eine ausgeglichene Gestaltung von heterosexuellem Sex, einschließlich erwünschten Orgasmen anzustreben, was als „Orgasmus-Gerechtigkeit“ (englisch Orgasm Equality) bezeichnet wird. Ihren Ruf nach Orgasmus-Gerechtigkeit machte sie begleitend zu ihren begutachteten akademischen Fachpublikationen auch populärwissenschaftlich laut, etwa über ihre Kolumne im Magazin Psychology Today und über ihren TEDx Talk „A New Sexual Revolution for Orgasm Equality“, der auf YouTube mehr als 2,5 Millionen Aufrufe verzeichnet.
Der Forschungsüberblick schätzt den Gerechtigkeits-Begriff als moralisch und politisch aufgeladen, aber auch als absichtlich und – insofern die psycho-sozialen Kontextfaktoren ungerecht sind – auch aus biologischer Perspektive als schlüssig ein. Zu bedenken sei, dass das Konzept der Orgasmus-Gerechtigkeit nicht anwendbar ist, wenn sich das weibliche Orgasmus-Potenzial aus biologischen oder medizinischen Gründen beim Heterosex nicht entfalten kann (z. B. im Kontext von Medikamentennebenwirkungen oder klinischen Störungsbildern) oder wenn Orgasmen von der Frau nicht gewünscht und angestrebt werden.

## Weitere zeitgenössische Rezeptionen
In ihrem Buch Want, einer Sammlung sexueller Fantasien von Frauen, thematisiert Gillian Anderson ebenfalls den Orgasm Gap.

“In reality, the orgasm gap isn't about differences in biology or anatomy, but rather because of how heterosexual men and women reach peak pleasure. Mainstream films and pornography show women having world-shaking orgasms from penetrative intercourse, cultivating the prevailing belief that this sex is „real sex“ and everything else is „merely foreplay“. It's hard for women and their partners not to absorb this and assume that she „should“ orgasm from penetration alone.”

„In Wirklichkeit geht es beim Orgasm Gap nicht um Unterschiede in der Biologie oder Anatomie, sondern vielmehr darum, wie heterosexuelle Männer und Frauen ihr höchstes Vergnügen erreichen. Mainstream Filme und Pornografie zeigen Frauen, die durch penetrativen Geschlechtsverkehr weltbewegende Orgasmen haben, und kultivieren damit den vorherrschenden Glauben, dass dieser Sex „echter Sex“ sei und alles andere nur „Vorspiel“. Für Frauen und ihre Partner ist es schwierig, dies nicht aufzusaugen und davon auszugehen, dass sie allein durch die Penetration zum Orgasmus kommen „sollte“.“

## Abbaumöglichkeiten

### Forschungsstand
Die von den Forschenden vorgeschlagenen Maßnahmen zum Verringern des Orgasm Gap lassen sich laut dem Forschungsüberblick in die vier Ebenen Person, Beziehung, sexuelle Interaktion und Gesellschaft einordnen. Für die Umsetzung der empfohlenen Maßnahmen nenne die Fachliteratur therapeutische und pädagogische Intervention, Öffentlichkeitsarbeit und Medienkampagnen.
1. Person: 16 Publikationen schlagen Frauen vor, sexuell eine aktiv-selbstbestimmte, zielorientierte und durchsetzungsstarke Haltung einzunehmen und den eigenen Körper und die individuellen Vorlieben kennenzulernen (z. B. durch sexuelle Bildung und regelmäßige Masturbation).
2. Beziehung: 11 Publikationen schlagen eine vertrauensvolle Beziehung mit offener Kommunikation über sexuelle Wünsche und Bedürfnisse und damit verbundenes gemeinsames Lernen vor.
3. Sexuelle Interaktion: 19 Publikationen schlagen mehr direkte klitoriale Stimulation in verschiedenster Form vor.
4. Gesellschaft: 15 Publikationen schlagen eine Sensibilisierung der Öffentlichkeit und Kampagnen vor, etwa zur Bedeutung der Klitoris, zur Abschaffung sexueller Doppelmoral, zur Entstigmatisierung weiblicher Lust, zur Demarginalisierung weiblicher Orgasmen und somit zur geschlechtergerechteren Gestaltung des heterosexuellen Skripts.

### Kritik
Der Forschungsüberblick empfiehlt eine Weiterentwicklung und kritische Hinterfragung der bisher vorgeschlagenen Abbaumöglichkeiten, da diese im Kern seit den 1960er Jahren diskutiert worden seien und es offenbar bisher nur wenige Fortschritte gebe. Er stellt 6 Denkanstöße vor.
1. Es sollten Medienformate gefördert werden, die weibliche Orgasmen selbstverständlich und realistisch darstellen.
2. Biologiebücher und Materialien der Sexuellen Bildung sollten so gestaltet werden, dass sie Mädchen und Frauen dazu ermutigen, ihre orgastischen Potenziale selbstbestimmt auszuschöpfen, ohne jedoch neue Leistungsnormen zu etablieren. Es sollte lustvollem orgasmusfreiem Sex sein berechtigter Platz eingeräumt werden, ohne das Klischee zu bestätigen, dass der Orgasmus für Frauen doch „gar nicht so wichtig“ sei.
3. Das Konflikt-, Kränkungs- und möglicherweise sogar Gewaltpotenzial der Forderung nach Orgasmus-Gerechtigkeit könnte stärker berücksichtigt werden.
4. Es müsse betont werden, dass sich das Schließen der Orgasmus-Lücke auf selbstbestimmte und erwünschte Orgasmen bezieht, nicht auf vorgespielte oder erzwungene Orgasmen.
5. Es solle erforscht werden, in welchem Maß Frauen und Männer heutzutage Egalitätsnormen beim Sex für sich annehmen und umsetzen und wie realistisch sie Egalität einschätzen.
6. Aspekten der sexuellen Anziehungskraft, emotionalen Verbundenheit und mentalen Stimulation könnte mehr Beachtung geschenkt werden.

## Filme
- The Principles of Pleasure Dokumentation, die u. a. den Orgasm Gap wissenschaftlich aufgreift